# Nyetnops
Nyetnops guarani es una especie de araña araneomorfa de la familia Caponiidae. Es el único miembro del género monotípico Nyetnops. Se encuentra en  Brasil en Paraná,  Santa Catarina y Rio Grande do Sul.